# Székyné Sztrémi Melinda
Székyné dr. Sztrémi Melinda (Balassagyarmat, 1958. március 16. –) magyar tanár, politikus, országgyűlési képviselő, Salgótarján korábbi polgármestere.

## Életpályája
1976-ban érettségizett a salgótarjáni Bolyai János Gimnáziumban, majd felvették a debreceni Kossuth Lajos Tudományegyetem Bölcsészettudományi Karának magyar–orosz szakára, ahol 1981-ben szerzett középiskolai tanári diplomát. 1993 és 1996 között posztgraduális képzésen vett részt az egri Eszterházy Károly Főiskolán, ahol némettanári képesítést szerzett. 1998 és 2003 között az Eötvös Loránd Tudományegyetem Állam- és Jogtudományi Karán hallgatott jogot, majd szerzett jogi doktorátust.

### Tanári és politikai pályafutása
1981-ben korábbi iskolájának, a salgótarjáni Bolyai János Gimnázium magyar és orosz, később német szakos tanára lett. 1996-ban a gimnázium igazgatójává választották. A 2006-os önkormányzati választáson a Fidesz – Magyar Polgári Szövetség és a Kereszténydemokrata Néppárt színeiben indult, ahol Dóra Ottó, a Magyar Szocialista Párt (MSZP) és Puszta Béla függetlenként induló, korábban MSZP-s polgármesterrel szemben megszerezte a polgármesteri címet. Ekkor lemondott iskolaigazgatói tisztségéről. 2007-ben lépett be a Fideszbe, majd 2008-ban a salgótarjáni alapszervezet elnökévé választották. A 2010-es országgyűlési választáson Nógrád megye 1. számú (Salgótarján központú) választókörzetében nyert parlamenti mandátumot. A 2014-es önkormányzati választásokat követően Dóra Ottó váltotta a polgármesteri székben. 2014 decemberétől a salgótarjáni tankerület (KLIKK) igazgatója.

## Családja
Férje, Széky Miklós szintén tanár. Házasságukból két leánygyermek született. Az idősebb, dr. Széky Virág ügyvéd, Budapesten a Széky Ügyvédi Iroda vezetője, a fiatalabb, dr. Széky Flóra Anna szülész-nőgyógyász orvos. Egy lányunokája van, Alíz.
Testvére Sztrémi Zsolt a Salgótarjáni Arany János Általános iskolában tanít.